# Hibiscus cravenii
Hibiscus cravenii är en malvaväxtart som först beskrevs av Paul Arnold Fryxell, och fick sitt nu gällande namn av B.E.Pfeil och Craven. Hibiscus cravenii ingår i Hibiskussläktet som ingår i familjen malvaväxter. Inga underarter finns listade i Catalogue of Life.